# Linia kolejowa Osipowicze – Mohylew
Linia kolejowa Osipowicze – Mohylew – linia kolejowa na Białorusi łącząca stację Osipowicze I ze stacjami Mohylew II i Mohylew I.
Linia położona jest w obwodzie mohylewskim.
Linia na całej długości jest niezelektryfikowana oraz jednotorowa (wyjątki stanowią odcinki Osipowicze I - Osipowicze II i Mohylew II - Mohylew I, które są dwutorowe).